# Anthene toroensis
Anthene toroensis är en fjärilsart som beskrevs av Henry Stempffer 1947. Anthene toroensis ingår i släktet Anthene och familjen juvelvingar. Inga underarter finns listade i Catalogue of Life.